# Ludwig Breitenhuber
Ludwig F. Breitenhuber (* 11. März 1926 in Graz; † 23. April 2021 ebenda) war ein österreichischer Kernphysiker und Pionier des Strahlenschutzes in der Steiermark sowie Rektor der Technischen Universität Graz.

## Leben
Ludwig Breitenhuber wurde direkt nach seiner Matura Frontsoldat im Zweiten Weltkrieg. Nach Kriegsende studierte er Physik, Mathematik und Chemie an der Karl-Franzens-Universität Graz. 1951 wurde er mit einer Dissertation zur Hochfrequenztechnik in Graz zum Dr. rer. nat. promoviert und war anschließend wissenschaftliche Hilfskraft am Institut für Anorganische und Analytische Chemie.
Er war Assistent (ab 1955) und Oberassistent (ab 1962) am Institut für Theoretische Physik an der Technischen Hochschule Graz und arbeitete mit Ernst Ledinegg zusammen. 1959 habilitierte er sich und war als Dozent für Theoretische Physik an der Technischen Hochschule Graz und auch der Karl-Franzens-Universität Graz tätig. 1964 übernahm Breitenhuber die Leitung der Abteilung Reaktorphysik am Reaktorinstitut der Technischen Hochschule Graz. 1966 erfolgte die Ernennung zum außerordentlichen Professor für Theoretische Physik. 1970 übernahm er die Leitung des Lehrstuhls und des Instituts für Kernphysik. 1972 erfolgte die Berufung zum ordentlichen Universitätsprofessor für Kernphysik. Breitenhuber war Dekan der Fakultät für Naturwissenschaften (1973/74; 1975/76) und von 1977 bis 1979 Rektor der Technischen Universität Graz. 1994 wurde er emeritiert.
Ludwig Breitenhuber starb im April 2021 im Alter von 95 Jahren.

## Wirken
Breitenhuber arbeitete in den 1960er Jahren mit dem Atomic Energy Research Establishment (A.E.R.E.) in Harwell bei Didcot, dem Hauptzentrum für Atomenergieforschung und -entwicklung in Großbritannien, zusammen. Ebenso wie mit dem Forschungsreaktor München der TU München in Garching bei München und dem Schweizer CERN zusammen.
1970 gründete er die erste und einzige österreichische Forschungsgruppe auf dem Gebiet der Strukturuntersuchung der Materie durch Positronenvernichtungsstrahlen. Er baute den Strahlenschutz in der Steiermark auf und führte zahlreiche Strahlenschutzkurse für Mediziner durch.

## Ehrungen und Auszeichnungen
- Großes Silbernes Ehrenzeichen für Verdienste um die Republik Österreich (1982)
- Offizier des Ritterorden vom Heiligen Grab zu Jerusalem